# Cyngen ap Cadell
Cyngen ap Cadell (... – Roma, 855) regnò sul Pwys dall'808 all'854 e morì in pellegrinaggio a Roma nell'855.
Si pensa che sia stato il primo sovrano gallese a compiere un viaggio nella Città eterna, dopo la composizione della frattura creatasi tra Chiesa celtica e Chiesa romana riguardo alla data della Pasqua.
Cyngen, che discendeva da Brochwel Ysgithrog, costruì una colonna in onore del bisnonno Elisedd ap Gwylog (conosciuta come colonna di Eliseg per un errore presente nell'iscrizione), che si trova vicino all'abbazia di Valle Crucis.
Cyngen fu l'ultimo re dell'originale discendenza reale del Powys. Ebbe tre figli, ma alla sua morte il regno fu annesso da Rhodri Mawr del Gwynedd, che reclamò il trono in virtù del suo matrimonio con Nest, sorella di Cyngen.